# Бадвел
Бадвел (фр. Badevel) насеље је и општина у источној Француској у региону Франш-Конте, у департману Ду која припада префектури Монбелијар.
По подацима из 2011. године у општини је живело 864 становника, а густина насељености је износила 231,64 становника/km². Општина се простире на површини од 3,73 km². Налази се на средњој надморској висини од 358 метара (максималној 452 m, а минималној 345 m).

## Демографија
| 1962. | 1968. | 1975. | 1982. | 1990. | 1999. | 2011. |
| ----- | ----- | ----- | ----- | ----- | ----- | ----- |
| 842   | 881   | 828   | 744   | 723   | 732   | 864   |

График промене броја становника у току последњих година